# ريجنالد بلاك
ريجنالد بلاك (بالإنجليزية: Reginald James Black)‏ هو سياسي أسترالي، ولد في 19 مارس 1845 في أستراليا، وتوفي في 30 يونيو 1928 في نفس البلد. حزبياً، نشط في حزب التجارة الحرة. وقد انتخب عضو الجمعية التشريعية نيو ساوث ويلز.